# حكومة عبد الغني الأولى
حكومة عبد الغاني الأولى هي أول حكومة في عهد الرئيس الشاذلي بن جديد، واستمرت من 8 مارس 1979 إلى 15 يوليو 1980.

## أعضاء الحكومة
تكونت من :
- الوزير الأول : محمد بن أحمد عبد الغني
- رئيس الجمهورية وزير الدفاع : الشاذلي بن جديد
- الوزير الأول ووزير الداخلية : محمد بن أحمد عبد الغني

- وزير مستشار رئيس الجمهورية : عبد العزيز بوتفليقة
- وزير مستشار رئيس الجمهورية : أحمد طالب الإبراهيمي

- وزير الخارجية : محمد الصديق بن يحيى
- وزير الصناعات الخفيفة : سعيد آيت مسعودان
- وزير البريد والاتصالات السلكية واللاسلكية : محمد زرقيني
- وزير التخطيط والبناء والإسكان : عبد المجيد أوشيش
- * وزير المالية : محمد الحاج يعلى
- وزير التجارة : عبد الغاني عقبي
- وزير الرياضة : جمال حوحو
- وزير الإعلام والثقافة : عبد الحميد مهري
- وزير المجاهدين : محمد الشريف مساعدية
- وزير السياحة : عبد المجيد علاهم
- وزير الزراعة والثورة الزراعية : سليم سعدي
- وزير الصحة : عبد الرزاق بوحارة
- وزير النقل : صالح قوجيل
- وزير العدل : لحسن سوفي
- وزير العمل والتدريب المهني : مولود أومزيان
- وزير الشؤون الدينية: بوعلام باقي
- وزير الأشغال العمومية : أحمد علي غزالي
- وزير التربية : محمد الشريف خروبي
- وزير التعليم العالي والبحث العلمي : عبد الحق رفيق برارحي
- وزير الصناعة الثقيلة: محمد الياسين
- وزير الري : سيد أحمد غزالي أنهيت مهامه في 14 أكتوبر 1979[3] و كلف كاتب الدولة للغابات والتشجير إبراهيم الإبراهيمي بتسيير شؤون الوزارة بالنيابة.
- الأمين العام للحكومة مع رتبة وزير : إسماعيل حمداني
- وزير الطاقة والصناعات البتروكيماوية : بلقاسم نابي
- وزير التخطيط والتنمية الإقليمية : عبد الحميد براهيمي

- كاتب الدولة للصيد البحري: أحمد حوحات
- كاتب الدولة للغابات والتشجير : إبراهيم الإبراهيمي

- الأمين العام للرئاسة برتبة وزير : عبد المالك بن حبيلس